# Оранжевый орден
Оранжевый орден (англ. Loyal Orange Institution, сокращенно англ. Orange Order) — протестантское братство, базирующееся, в основном, в Северной Ирландии и Шотландии. Имеет разветвлённую сеть лож в Британском Содружестве наций, а также в США, Канаде, Австралии и Новой Зеландии. Великий магистр ордена — Эдуард Стивенсон. Организация основана в 1796 году в Ирландии, её название восходит к протестантскому королю Великобритании Вильгельму III Оранскому, который родился в Нидерландах, и принадлежал к дому Оранж-Нассау. 12 июля 1690 года протестантские войска Вильгельма III разбили армию последнего католического короля Англии Якова II в битве при реке Бойн.

## История
Оранжевый Орден посвящён голландскому принцу Вильгельму Оранскому, ставшему впоследствии, в результате Славной Революции 1688 года, королём Англии, Шотландии и Ирландии. В частности, орден посвящён победам Вильгельма III, особенно победе в Битве на реке Бойн.
Начало истории Ордена связано с конфликтом ранних 1700-х годов между католиками и протестантами, преимущественно пресвитерианами. Орден основан в Лоугхолле, графство Арма в 1795 году, после Алмазной битвы между католиками и протестантами.
К ордену вскоре примкнули протестанты высших сословий, даже принцы королевского дома, что в 1798 г. привело к основанию великой ложи для Ирландии. Со времени проведения унии Великобритании и Ирландии (1800 г.) союз оранжистов стал ещё сильнее; его члены заняли важнейшие места в государственной и общинной администрации и перенесли свою деятельность и в Англию, где в 1808 г. была основана первая великая ложа (сначала в Манчестере, потом в Лондоне).
Со времени агитации О’Коннелла оранжисты начали ожесточенную борьбу против католицизма в Англии и Ирландии, одновременно направленную и против терпимости, которой отличалась, по отношению к католикам большая часть английской буржуазии. Они не могли, однако, воспрепятствовать тому, что с проведением эмансипации католиков 1829 г. был положен конец доминированию протестантов в ирландской публичной политике; это повело к конфликту оранжистов с правительством и общественным мнением, поэтому правительство вигов в 1832 г. упразднило ложи.
После падения вигов, в ноябре 1834 г., оранжисты вновь собрались с силами, но в 1836 г., когда виги возвратились к власти, Юм, вождь радикалов, внес предложение расследовать деятельность лож оранжистов; следствие было начато и доказало несомненный их вред для государства. Герцог Камберландский, гроссмейстер всех лож, предложил закрыть их, что и было исполнено.
Однако затем орден оранжистов вновь возродился.

## Структура
В Ирландии Оранжевый орден имеет структуру пирамиды. В её основании находятся 1134 низших лож. Каждый оранжист принадлежит к какой-либо из них. Каждая низшая ложа отправляет шестерых представителей в окружную ложу, которых всего насчитывается 126. В зависимости от размера, окружные ложи направляют от 7 до 13 представителей в ложу графства, которых всего 12. И, наконец, ложи графств направляют представителей в Великую Оранжевую Ложу Ирландии, которая и возглавляет Орден.
Всего Великая ложа состоит из 373 человек, руководящую роль в ней играет Центральный комитет, состоящий из представителей каждого из графств Северной Ирландии. В Великой ложе есть также и другие комитеты, которые занимаются протоколом, финансами и образованием.
Низшие ложи пользуются автономией, пока они выполняют правила Ордена, но теоретически могут быть распущены Великой ложей.

## Оранжевые марши
Одним из ярких ритуалов Оранжевого ордена являются Оранжевые марши. Участники маршей надевают строгие костюмы, котелки, белые перчатки и оранжевые шарфы и стройными рядами маршируют под барабанную дробь.

## Требования
Все члены Ордена должны быть протестантами (не католиками, не мормонами или квакерами). Многие юрисдикции также требуют, чтобы протестантами были супруги и родители кандидатов, хотя для обращённых Великая ложа может сделать исключение. Участие в католических религиозных церемониях означает исключение из Ордена; в период 1964—2002 гг. 11 % членов были исключены за участие в католических крещениях, службах и похоронах.

## Оранжевый орден и масонство
Хотя символика, структура и принципы организации ордена имеют сильное сходство с масонскими, организация отрицает связь с масонством. Более того, одним из ключевых отличий от масонства является строгая приверженность именно протестантизму (тогда как масонские организации обычно открыты для «вообще верующих» и избегают религиозных дискуссий на своих собраниях). В этом плане Оранжевый орден скорее имеет сходство с другими закрытыми протестантскими организациями, как Брудербонд в ЮАР.

## Галерея

Флаг Оранжевого ордена Северной Ирландии
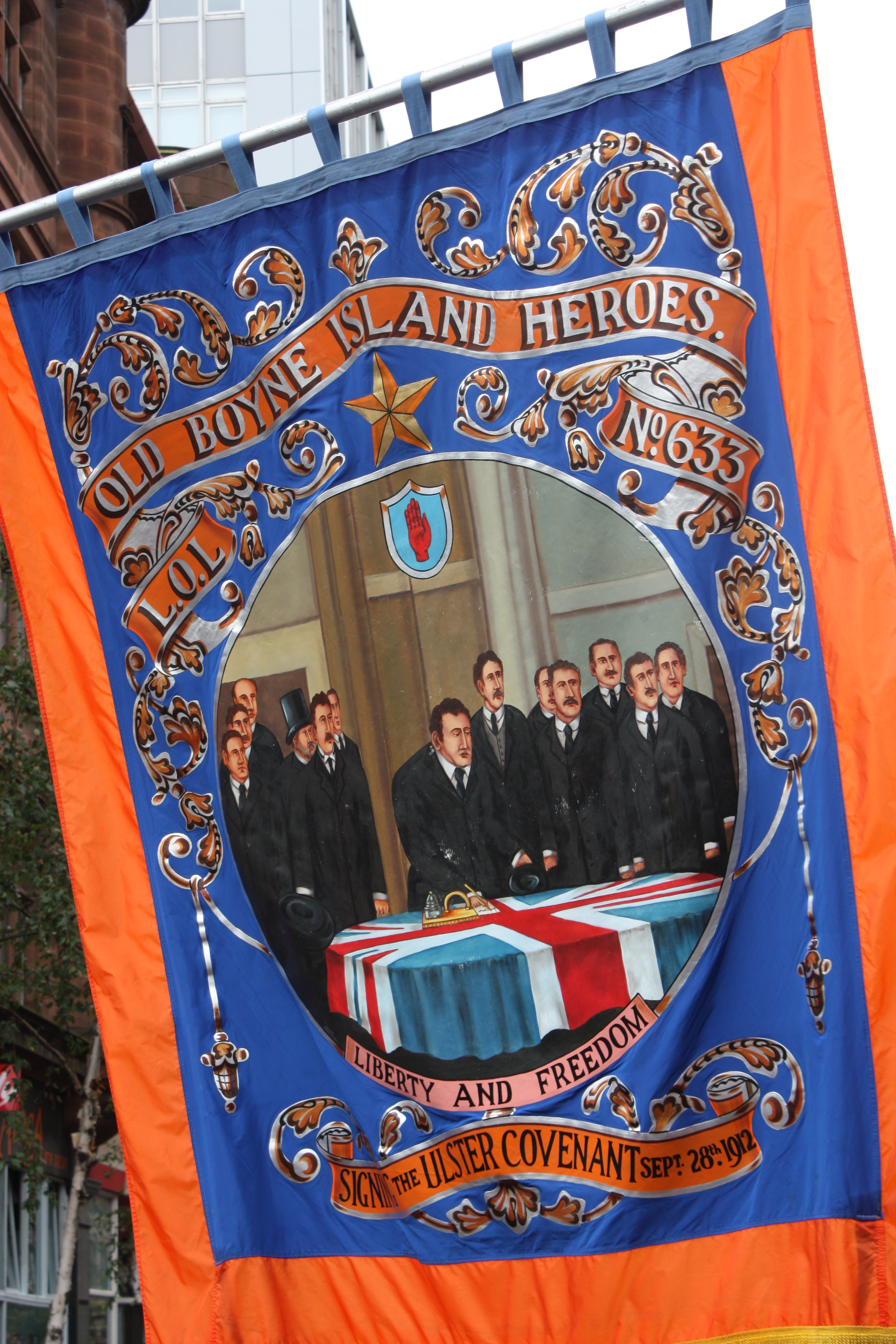
Оранжевый баннер, показывающий подписание Ольстерского договора[англ.]
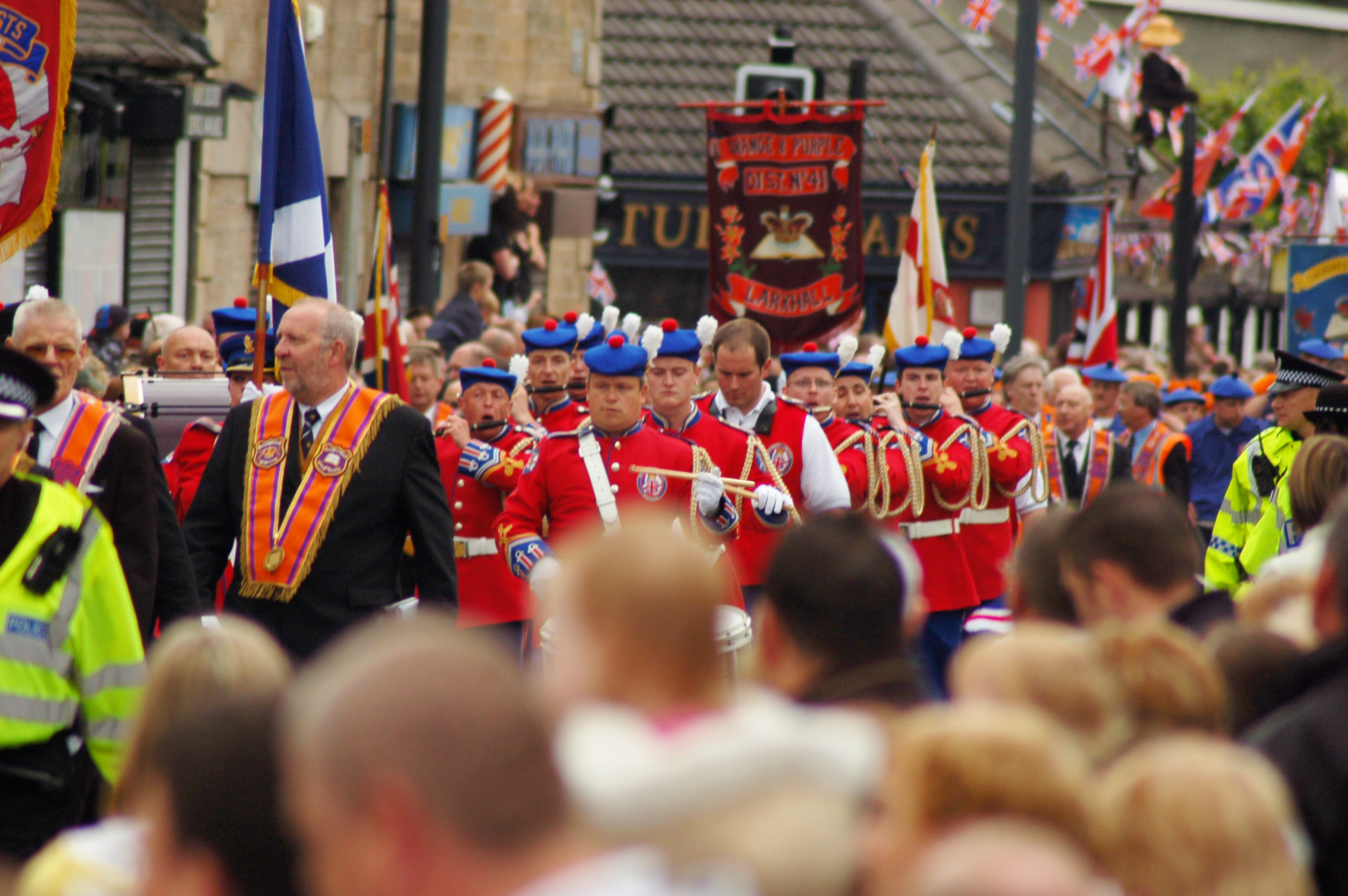
Шествие оранжистов в Ларкхолле, Шотландия (июль 2008 г.)
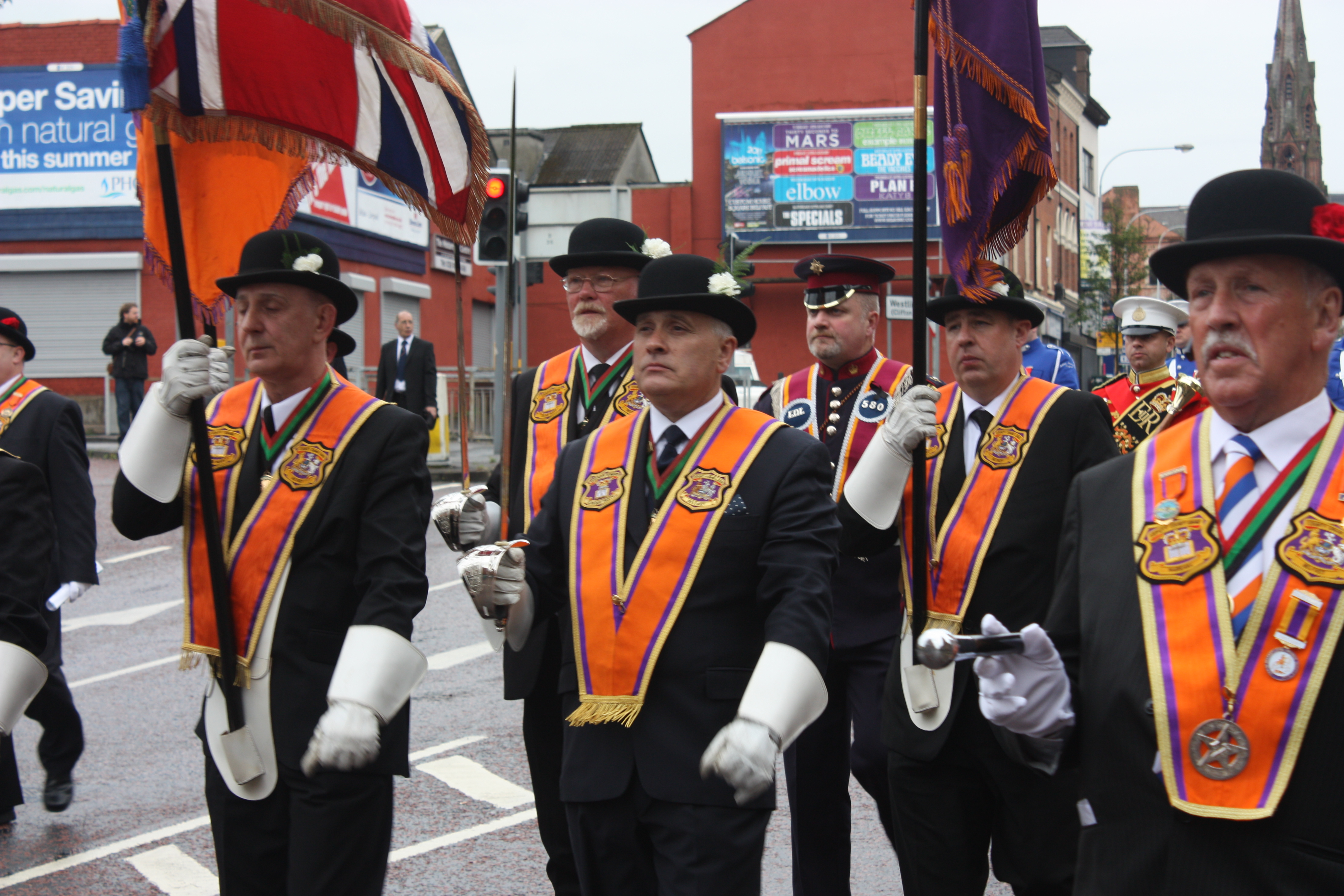
Оранжисты в полных регалиях 12 июля 2011 года в Белфасте
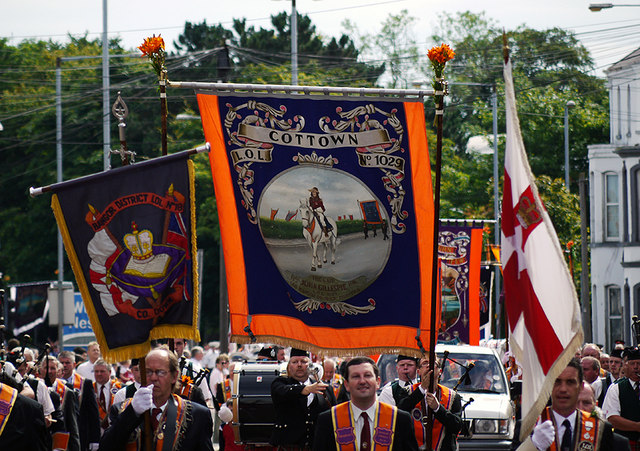
Шествие оранжистов в Бангоре, 12 июля 2010 г.
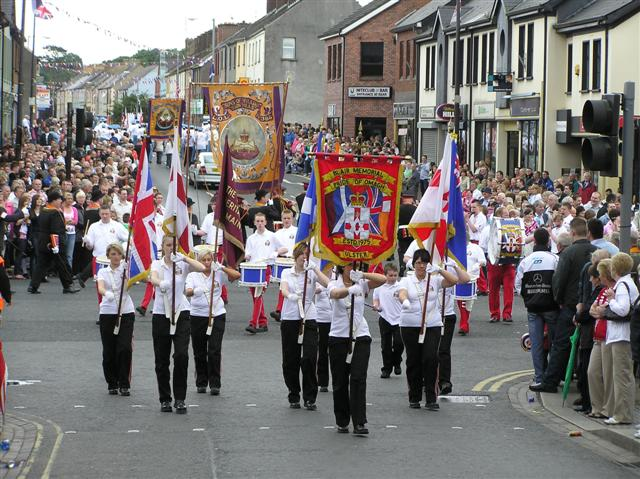
Марш оранжистов в Ома 12 июля 2008 г.
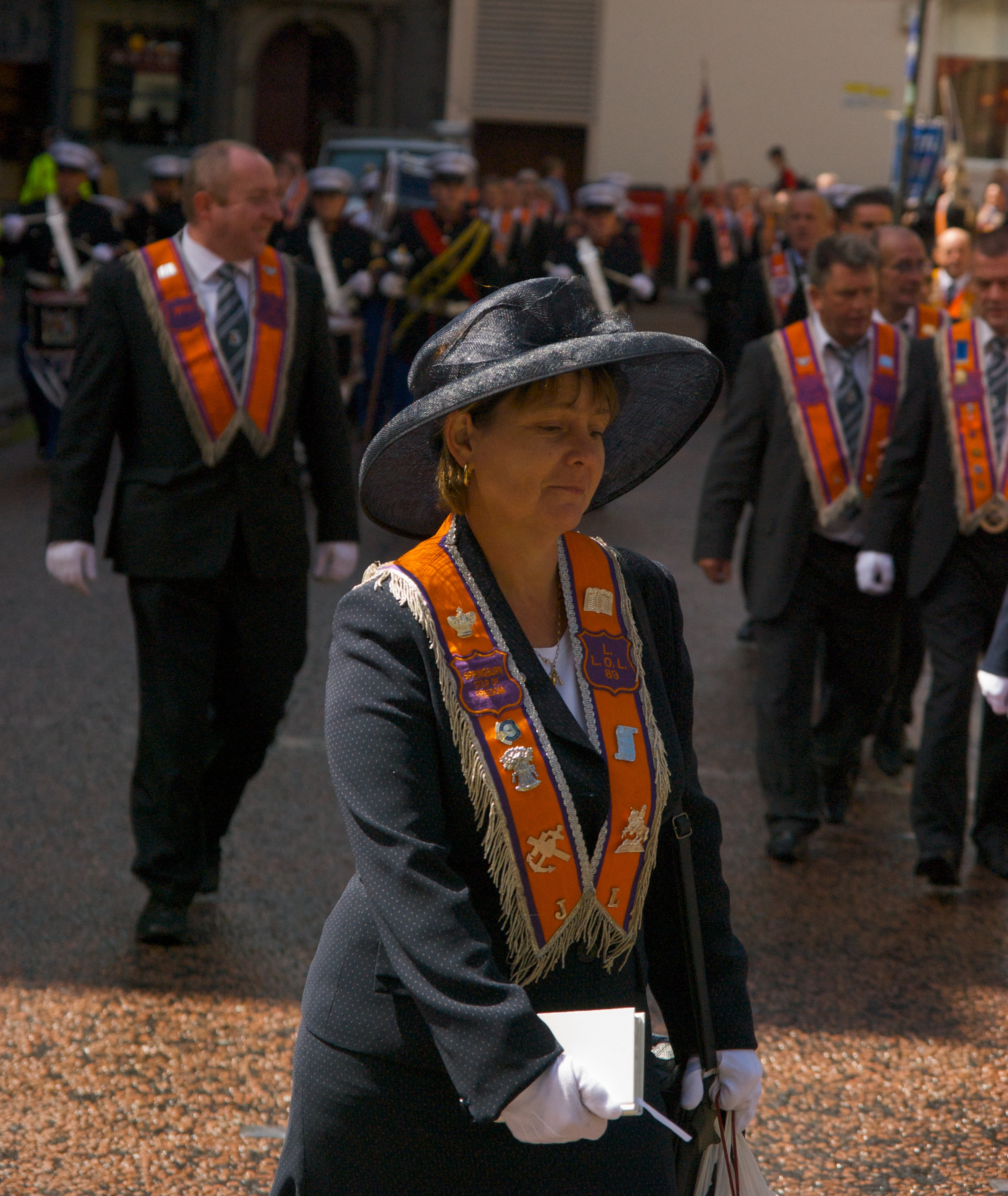
Участница парада оранжистов